# Maciej Czechura
Maciej Czechura – poseł do Sejmu Krajowego Galicji I kadencji (1861–1867), włościanin z Padwi w powiecie Mielec.
Wybrany w IV kurii obwodu Tarnów, z okręgu wyborczego nr 70 Mielec-Zassów. 